# Choltice
Choltice (tyska: Choltitz) är en köping i Tjeckien. Den ligger i distriktet Okres Pardubice och regionen Pardubice, i den centrala delen av landet, 90 km öster om huvudstaden Prag. Choltice ligger 248 meter över havet och antalet invånare är 1 198.